# Christiane Scrivener
Pour les articles homonymes, voir Scrivener.
Christiane Scrivener, née Christiane Fries le 1er septembre 1925 à Mulhouse (Haut-Rhin) et morte le 8 avril 2024 à Boulogne-Billancourt(Hauts-de-Seine), est une femme politique française, membre du Parti républicain, puis du Parti radical.
Elle est secrétaire d’État à la Consommation de 1976 à 1978 dans les gouvernements Chirac I et Barre I et II. Élue au Parlement européen en 1978, elle est nommée commissaire européenne à la Fiscalité, à la Douane et de la Protection des consommateurs dans les commissions Delors II et III, de 1989 à 1995.

## Biographie

### Jeunesse et études
Christiane Fries est la sœur de Jean Fries, directeur du Commerce intérieur au ministère du Commerce et de l'Artisanat, et adjoint au maire de Saint-Cloud.
Elle suit des études de droit, de lettres et de psychologie aux facultés de lettres et de droit de l'université de Paris. Elle suit ensuite des études de linguistique à l'université de Springfield, dans le Massachusetts, et enfin, elle suit des cours à la Harvard Business School, dont elle est diplômée.

### Parcours professionnel
Christiane Scrivener crée en 1958 et dirige l'Association pour l'organisation de stages en France (ASTEF). Elle travaille notamment en collaboration avec Marcel Demonque.[réf. nécessaire]
En 1961, elle travaille à l'Association pour l'organisation de missions de coopération technique (ASMIC).

### Parcours politique
D'abord membre des Républicains indépendants devenus le Parti républicain, Christiane Scrivener fait ensuite partie du Parti radical.
Elle est nommée secrétaire d'État à la Consommation dans les gouvernements Chirac I et Barre I et II, du 12 janvier 1976 au 31 mars 1978. Elle est alors surnommée « Madame consommation ». La France devient le troisième pays, après le Royaume-Uni et le Canada, à se doter d'un organisme gouvernemental chargé de la consommation. Elle est à l'origine de plusieurs textes :
- la loi relative à l'information et à la protection des consommateurs dans le domaine de certaines opérations de crédit dite loi Scrivener 1 (1978) ;
- la loi relative à l'information et à la protection des emprunteurs dans le domaine immobilier dite loi Scrivener 2 (1979).

Lors des élections européennes de 1979, elle est élue au Parlement européen, et réélue lors des élections européennes de 1984.
En 1989, la Grecque Vásso Papandréou et Christiane Scrivener deviennent les premières femmes commissaires européennes.  Entre 1989 et 1995, elle est membre de la Commission européenne (Commission Delors II et III), au sein de laquelle elle est chargée de de la fiscalité, de la douane et de la protection des consommateurs. C'est à ce titre qu'elle prépare un projet de réforme de la TVA, connu sous le nom de Plan Delors-Scrivener, ainsi que la création de l'Espace économique européen le 1er janvier 1994.

### Engagements
Christiane Scrivener a été présidente de Plan International France d'avril 1997 à décembre 2006. Elle en est la présidente d’honneur depuis le 1er janvier 2007[réf. nécessaire].
Elle est également membre du comité de parrainage du Collège des Bernardins.

### Vie privée
Christiane Scrivener a un fils, Noël Scrivener, de son mariage du 22 mars 1944 avec Pierre Scrivener (1914-2009), directeur commercial puis gérant de sociétés.

### Mort
Christiane Scrivener meurt le 8 avril 2024 à l'âge de 98 ans à Boulogne-Billancourt. Elle est inhumée au cimetière du Montparnasse (division 13).

## Décorations
- Grand-croix de la Légion d'honneur Elle est faite chevalier le 2 mai 1979, puis est promue officier le 1er janvier 1995[10], commandeur le 19 avril 2000[11], avant d'être élevée à la dignité de grand officier le 14 novembre 2013[12], et finalement à la dignité de grand-croix le 14 juillet 2018[13]
- Grand-croix de l'ordre national du Mérite Elle est directement élevée à la dignité de grand-croix pour récompenser ses 56 ans de services par décret du 14 novembre 2013[14].

## Publication
- L'Europe, une bataille pour l'avenir (préf. Simone Veil), Paris, Plon, 1er février 1984, 252 p. (ISBN 978-2259011150), Christiane Scrivener